# Thouron
Thouron (tiếng Occitan: Toron) là một xã của tỉnh Haute-Vienne, thuộc vùng Nouvelle-Aquitaine, miền trung nước Pháp.